# Pallinatura
La pallinatura (chiamata anche con la denominazione anglofona shot peening) è un'operazione che consiste nel martellamento superficiale eseguito a freddo mediante un violento getto di pallini sferici, oppure di cilindretti ottenuti tagliando un filo (chiamati cut-wire).

Le macchine che eseguono questo trattamento, le pallinatrici, proiettano il getto verso i pezzi da lavorare tramite una o più giranti centrifughe in rapida rotazione oppure tramite aria compressa, in ogni caso i materiali utilizzati per la graniglia possono essere ghisa, acciaio, vetro e, più raramente, ceramica.

## Utilizzo
I pezzi che si possono sottoporre al processo sono prevalentemente organi metallici quali ad esempio molle o bielle, ma anche altri pezzi in bronzo, ottone, titanio, alluminio e varie leghe; tuttavia il campo dove la pallinatura riveste un ruolo principale è sicuramente quello aerospaziale e automobilistico.

## Effetti

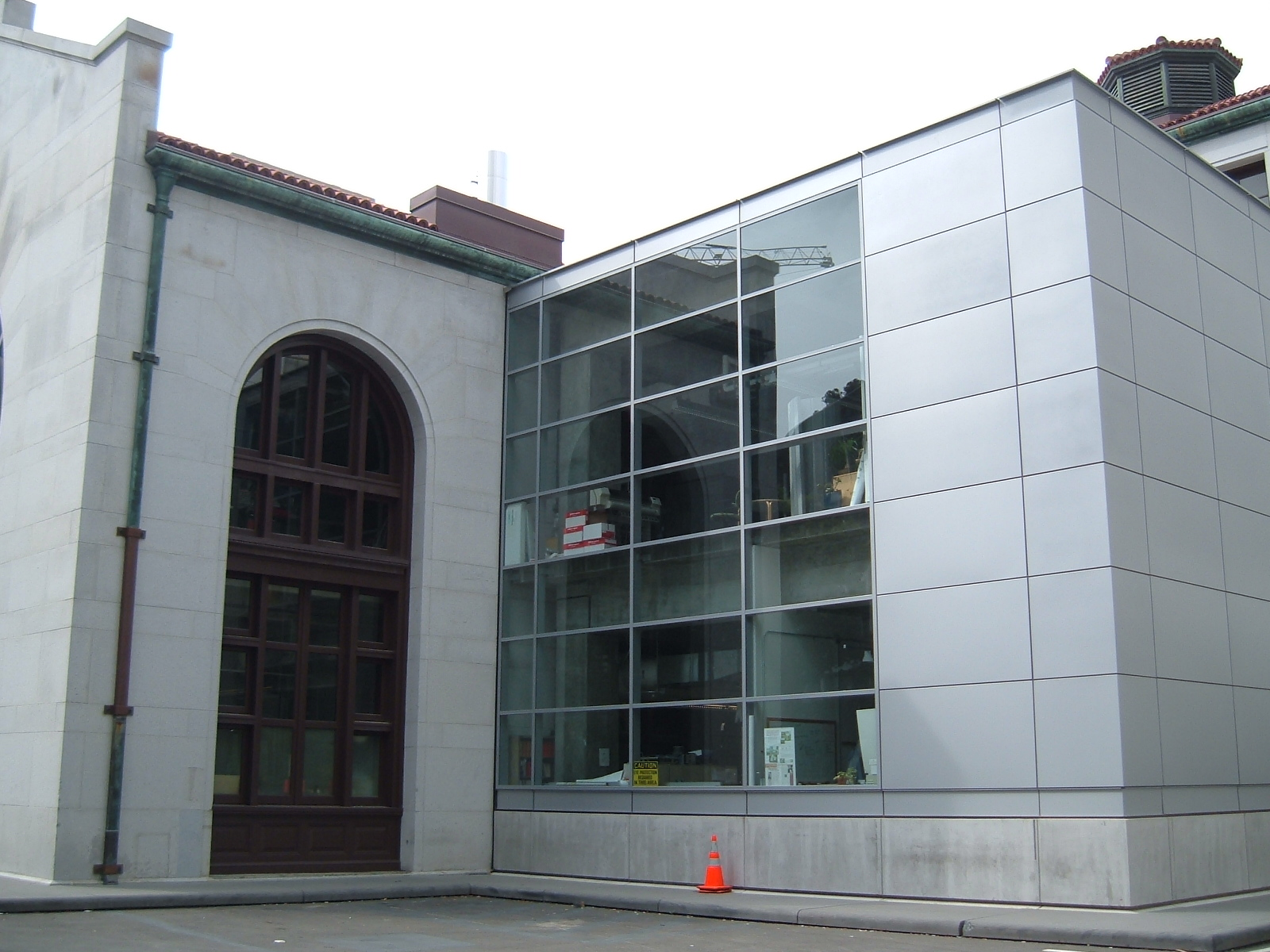
Questo edificio (un memorial statunitense) mostra come le lastre di alluminio pallinaturate (a destra) abbiano colori e riflessi simili a quelli della pietra bianca (a sinistra).

La pallinatura, per quanto riguarda le modalità di esecuzione assomiglia alla sabbiatura, mentre per lo scopo che si prefigge è più simile alla rullatura, operando più sulla plasticità che sull'abrasione.
Essa infatti provoca una compressione superficiale, in quanto il suo getto induce una deformazione plastica che si propaga fino ad alcuni decimi di millimetro nel materiale considerato e tecnicamente essa serve a migliorare la distribuzione superficiale delle tensioni residue aumentando la resistenza a fatica del pezzo trattato.
Questo effetto è dovuto alle tensioni residue di compressione indotte nella superficie del materiale e negli strati sottostanti.  Il materiale è reso in tal modo più resistente alle sollecitazioni a fatica, la durezza se varia ha variazioni non rilevabili nei campi di applicabilità con metodo HRC, per acciai legati e leghe a base nichelio.
Alla fine del trattamento, a causa delle microcavità che si generano e che si sovrappongono l'una con l'altra, si ha come effetto secondario anche un affievolimento della quantità di luce riflessa sul materiale, ovverosia una specie di satinatura, ad esempio i fogli di alluminio trattati in questo modo assomigliano alla pietra bianca e sono ampiamente utilizzati in alcuni edifici.
L'effetto finale della pallinatura dipende dalla durezza, dalla dimensione dei pallini, dalla portata, dalla velocità e dall'angolo di impatto del getto, dalla distanza del pezzo dal getto e dall'intensità (misurata in gradi Almen).